# Last Night in Soho
Last Night in Soho är en brittisk psykologisk skräckfilm från 2021, i regi av Edgar Wright och med manus av Edgar Wright och Krysty Wilson-Cairns.
Filmen hade världspremiär 4 september 2021 på Filmfestivalen i Venedig och svensk biopremiär 12 november 2021.

## Handling
Eloise "Ellie" Turner är en naiv ung kvinna med en passion för musik och mode från 1960-talet. Hon bor tillsammans med sin mormor i Cornwall, då hennes mor tog sitt liv när Ellie var barn. Ellies mentala hälsa är sviktande och hon ser ibland syner av sin mamma, till mormoderns kännedom. Trots detta drömmer Ellie om att flytta till London för att studera modedesign.
Ellie blir antagen till London College of Fashion och flyttar in i en studentkorridor i huvudstaden, men har svårt att knyta nya vänskapsband. Efter att ha fått nog av sin nedlåtande och respektlösa rumskamrat Jocasta, hyr Ellie i stället ett rum av en äldre dam, Ms. Collins, på Goodge Place. Under sin första natt på Goodge Place upplever Ellie en mycket verklighetstrogen dröm, i vilken hon reser tillbaka i tiden till 1960-talets London och besöker nattklubben Café de Paris. Där observerar hon en självsäker ung blond kvinna, Sandie, som drömmer om att bli nattklubbssångerska. Ellie betraktar även Sandie när hon inleder ett förhållande med talangscouten Jack.
Dagen därpå designar Ellie en klänning, identisk med den hon sett Sandie bära, fortfarande uppfylld av drömmen. Ellie fortsätter att drömma om Sandie och följer med henne och Jack på diverse nattliga upptåg. Helt uppslukad av sina nattliga visioner, bleker Ellie även håret och skaffar en ny stil för att bli mer lik Sandie. Men ju mer Ellie får se av Sandies liv, desto mer förfärad blir hon. Det dröjer inte länge innan Ellie har svårt att skilja mellan drömmar och verklighet, vilket går ut över hennes studier, hennes jobb på en lokal pub och hennes nyfunna vänskap med klasskamraten John. 

## Rollista
- Thomasin McKenzie – Eloise "Ellie" Turner
- Anya Taylor-Joy – Sandie
- Diana Rigg – Ms. Collins
- Matt Smith – Jack
- Michael Ajao – John
- Terence Stamp – Silver Haired Gentleman
- Synnøve Karlsen – Jocasta
- Pauline McLynn – Carol
- Rita Tushingham – Peggy, Ellies mormor
- Sam Claflin – Lindsey
- Elizabeth Berrington – Ms. Tobin

## Om filmen
I skaparprocessen för Last Night in Soho hämtade Edgar Wright inspiration från filmer från 1960-talet om "den mörkare sidan" av Soho och showbusiness. Under uppväxten lyssnade han på sina föräldrars vinylskivor från 1960-talet och fascinerades av Swinging London. Han har beskrivit filmen som "en sorts mörk Valentine-hyllning till en gammal kärlek". Wright har också uppgett att filmen handlar om varför "det är farligt att romantisera det förflutna".
Diana Riggs roll i Last Night in Soho var hennes sista filmroll innan hon avled 2020.
Last Night in Soho nominerades till två BAFTA  Awards i kategorierna Outstanding British Film respektive bästa ljud.